# Léopold de Wael
Jonkheer Léopold Charles Norbert de Wael (Antwerpen, 14 juli 1823 - aldaar, 17 augustus 1892) was een Belgisch politicus voor de Liberale Partij.

## Biografie

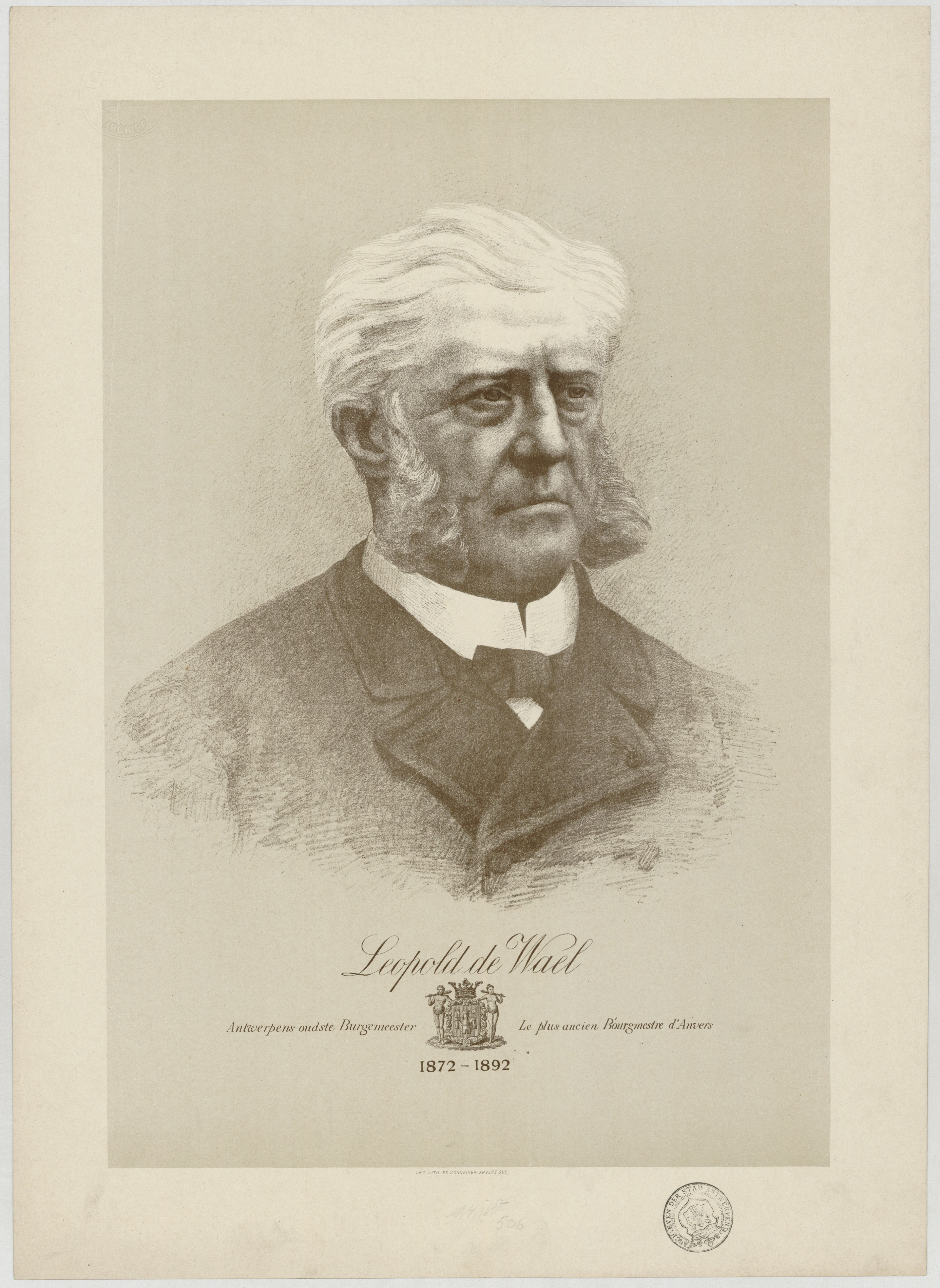
Leopold De Wael (1823-1892); burgemeester van Antwerpen, Schneider, Ed., collectie FelixArchief

Léopold de Wael, lid van de familie De Wael, was een zoon van koopman jhr. Charles-Henri de Wael (1787-1864) en van Isabelle Vermoelen (1787-1867). Hij trouwde in 1862 met Fanny Van Gend (1844-1887) met wie hij vijf kinderen kreeg.
De Wael was van 1860 tot 1864 provinciaal raadslid van Antwerpen. In 1872 werd hij benoemd tot burgemeester van Antwerpen hetgeen hij tot zijn overlijden in 1892 zou blijven. In 1878 werd hij verkozen tot liberaal volksvertegenwoordiger voor het arrondissement Antwerpen, en werd in 1880 opgevolgd door Eduard Osy de Zegwaart. Hij werd opnieuw volksvertegenwoordiger van 1882 tot 1884 waarna hij in dat laatste jaar werd opgevolgd door Jean-Baptiste De Winter. In de periode 1878 tot 1880 was hij vicevoorzitter van de Kamer.
De Wael was in 1865 verbonden aan de Antwerpse Stoombootmaatschappij, en in 1868 voorzitter-medestichter van de ziekteverzekeringsmaatschappij "La Fraternelle Anversoise". Van 1878 tot 1892 was hij lid van de algemene raad van de Algemene Spaar- en Lijfrentekas (ASLK) en van 1881 tot 1892 censor van de Nationale Bank.
De Wael was onder andere commandeur in de Leopoldsorde, het Legioen van Eer en in de Orde van de Eikenkroon.
In Antwerpen werd een plein naar hem vernoemd, de Leopold de Waelplaats. Op dit langgerekte rechthoekige plein op het Antwerpse Zuid is het Koninklijk Museum voor Schone Kunsten Antwerpen (KMSKA) gelegen. Voorheen lag er ook het variététheater De Hippodroom.